# Chiesa di San Bartolomeo (Borzonasca)
La chiesa di San Bartolomeo apostolo è un luogo di culto cattolico situato nel comune di Borzonasca, in piazza Severino, nella città metropolitana di Genova. La chiesa è sede della parrocchia omonima del vicariato di Sturla e Graveglia della diocesi di Chiavari. Nel 1942 fu elevato al titolo di santuario diocesano del Santissimo Crocifisso.

## Storia e descrizione

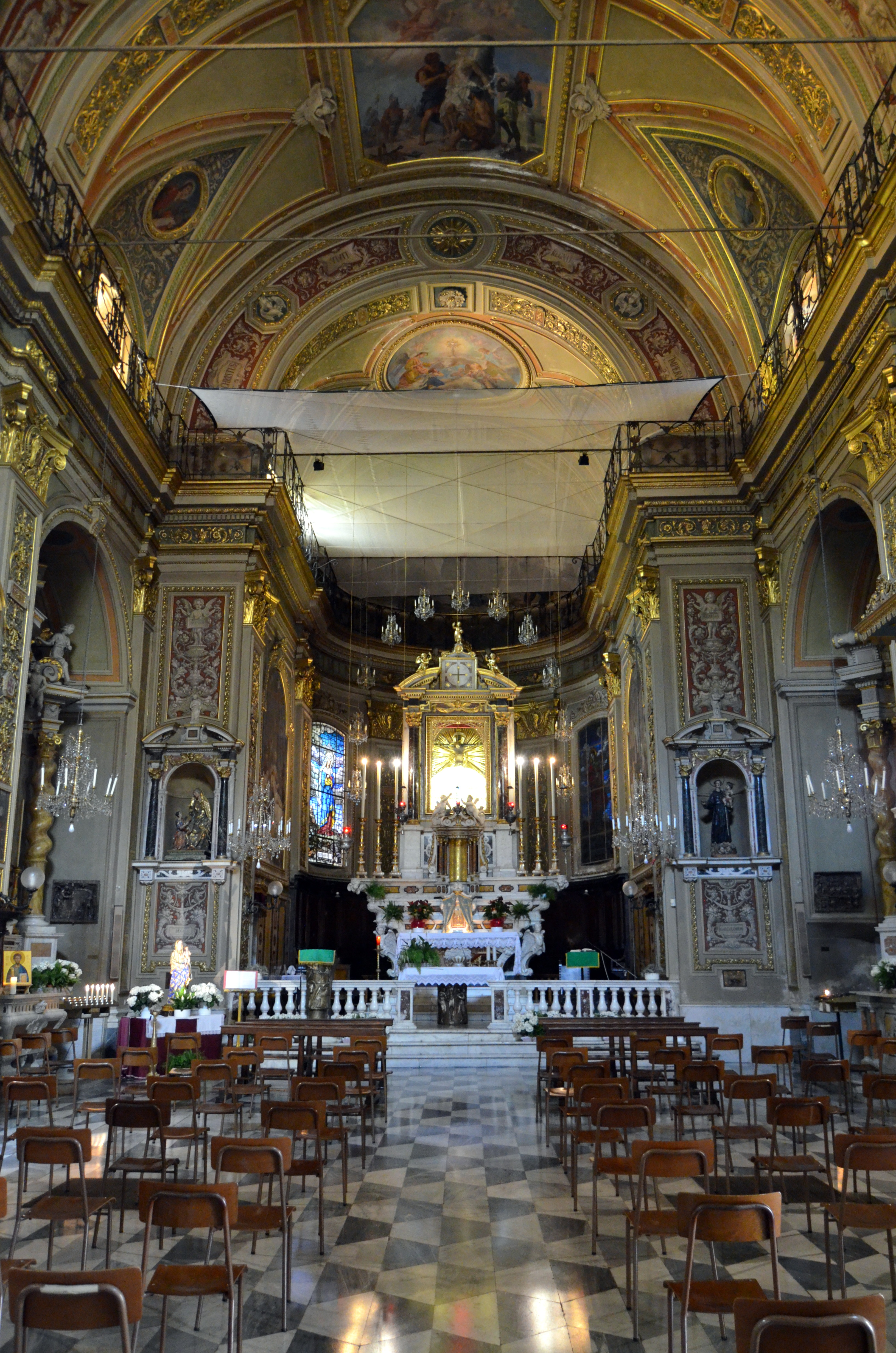
L'interno della chiesa

La chiesa parrocchiale è ubicata al centro del paese di Borzonasca. Secondo alcuni documenti fu eretta nel 1628, anche se alcune fonti riportano al XV secolo l'intitolazione a parrocchia. Consacrata il 22 luglio del 1730 fu in seguito restaurata nel 1735.
La chiesa e la sua parrocchia appartenne alla diocesi di Bobbio - oggi diocesi di Piacenza-Bobbio - fino al 1989 quando fu sottoposta nei confini della diocesi di Chiavari.
Eletta a santuario a partire dal 14 settembre 1942, custodisce al suo interno la taumaturga immagine della Crocifissione di Gesù; la struttura presenta un portale con moderni battenti in bronzo del 1937 e all'interno decorazioni del XIX secolo.
Tra i vari parroci della chiesa vi fu monsignor Angelo Zambarbieri, eletto in seguito vescovo della diocesi di Guastalla (oggi diocesi di Reggio Emilia-Guastalla).
Davanti alla chiesa di Borzonasca venne fucilato il 21 maggio 1944 il partigiano Raimondo Saverino.